# Benthami Belkacem
Pour les articles homonymes, voir Belkacem.
Belkacem Bentami (Ben Tami) Ould Hamida, né le 20 septembre 1873 à Mostaganem et mort le 2 juin 1937 à Alger, est un médecin et homme politique algérien, naturalisé français, figure majeure du mouvement des Jeunes-Algériens.

## Biographie
Belkacem Bentami (Ould H'mida) est né le 20 septembre 1873 à Mostaganem. Il est le petit-fils du lieutenant de l'émir Abdelkader Sid El Hadj Mustafa Bentami qui s'est illustré lors du siège de Mazagran en 1840. 
Il obtient son doctorat de médecine en 1897 à Alger puis se spécialise en ophtalmologie à Montpellier en 1905. Il est nommé chef de clinique à l’hôpital Mustapha en 1907. Son frère Djilali est aussi médecin, spécialiste en neurologie.
Il épouse Rosalia, une écrivaine et artiste juive d'origine russe.
Belkacem Bentami (Ould H'mid) acquiert la nationalité française par décret de naturalisation en 1905 . 
Il est médecin-commandant pendant la Première Guerre mondiale.
Il commence la politique dans le mouvement des Jeunes-Algériens dont il devient l'une des têtes de file.